# Luc Abalo
Luc Abalo, född 6 september 1984 i Ivry-sur-Seine, är en fransk tidigare handbollsspelare (högersexa). Han var fransk landslagsman från 2005 till 2021 och är tillsammans med Nikola Karabatic och Michael Guigou, de enda spelarna som har vunnit OS, EM och VM  tre gånger.

## Karriär

### Klubblagskarriär
På klubbnivå började Luc Abalo spela handboll för US Ivry HB innan han flyttade till spanska BM Ciudad Real där han vann spanska mästerskapet och cupen och främsta klubbmeriten segern i Champions Laegue. Han spelade i klubblaget i början främst som högerback  och valdes till bästa högerback i franska mästerskapet tre gånger: 2005, 2006 och 2008. Luc Abalo värvades under sommaren 2012 till Paris Saint-Germain HB för 500 000 euro, vilket var en av de största summorna för en handbollsspelare dittills. Under våren 2020 värvades han till norska Elverum Håndball. Han avslutade karriären efter sina två spelår i Japan. Han vann elva nationella mästerskap varav 8 i Frankrike och två i Spanien och ett i Norge. I slutet av sin karriär spelade han i Norge och Japan.

### Landslagskarriär
Luc Abalo debuterade 25 juni 2005 i en landskamp mot Turkiet och året efter var han med och vann EM-guld i Schweiz. Luc Abalo har spelat 289 landskamper och antecknats för 859 mål i Frankrikes herrlandslag i handboll.Han har vunnit OS-guld tre gångar. Med Frankrike blev han också världsmästare och europamästare tre gånger vardera. Vid EM 2010 och 2014 blev han uttagen i All-Star-Team. Efter sin tredje OS-seger den 7 augusti 2021 avslutade han karriären i landslaget.

## Meriter i klubblag
- Fransk mästare: 2007 med  US Ivry HB

- Fransk mästare: 2013, 2015, 2016, 2017, 2018, 2019, 2020 med Paris Saint-Germain
- Franska cupmästare: 2014, 2015, 2018 med Paris Saint-Germain

- Spansk mästare: 2009, 2010 med BM Ciudad Real
- Spansk cupmästare: 2011
- Champions League-mästare: 2009 med BM Ciudad Real
- Super Globe-mästare: 2010 med BM Ciudad Real

- Norsk mästare: 2021 med Elverum Håndball
- Norsk cupmästare: 2020 med Elverum Håndball

## Individuella utmärkelser
- All star-team: EM 2010, EM 2014
- 2021 tilldelades han franska hederslegionen efter OS-guldet i Tokyo.
- 30 april 2023 blev han invald i den franska handbollens Hall of Fame.[7]

## Galleri

"Luc
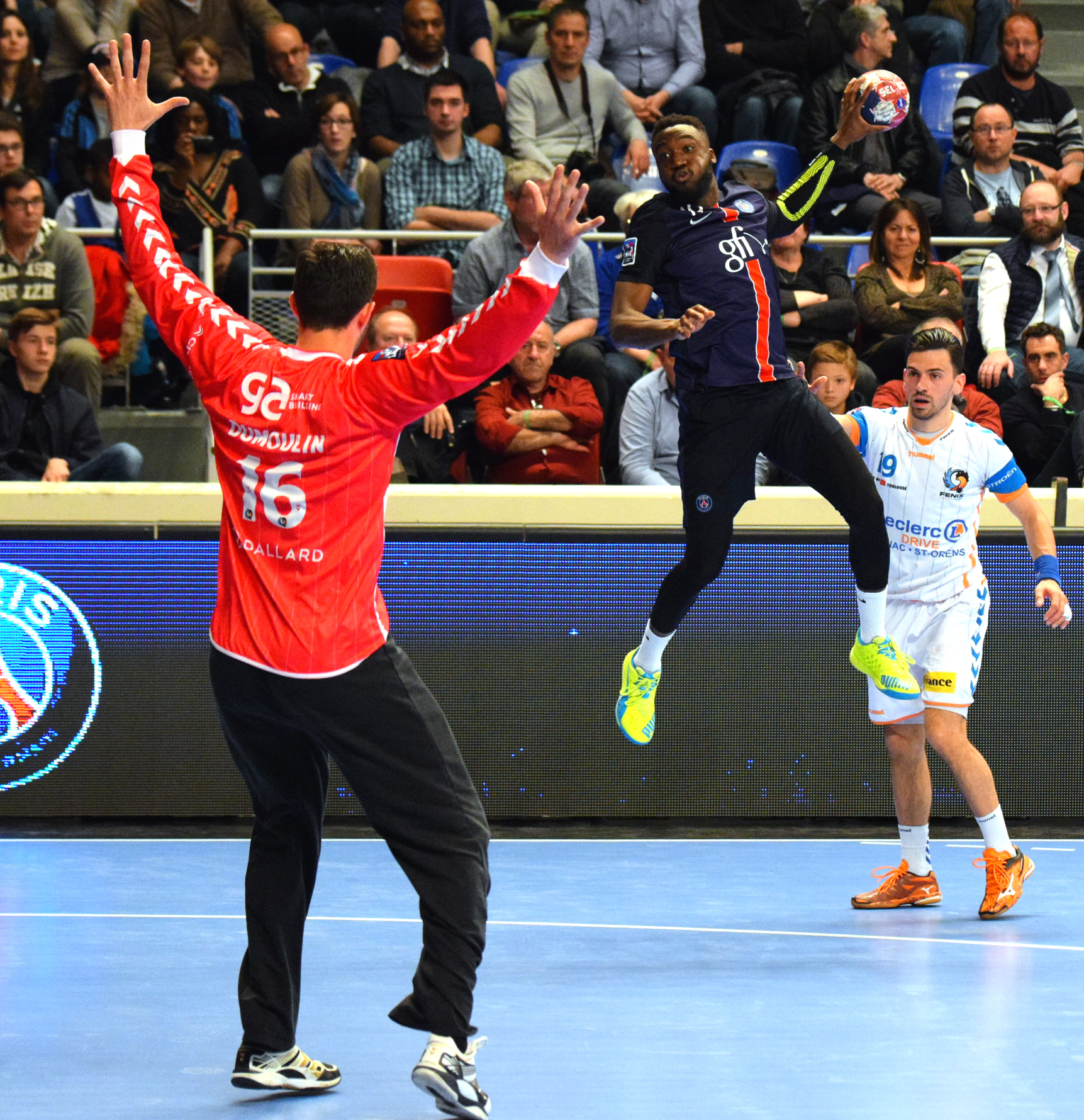
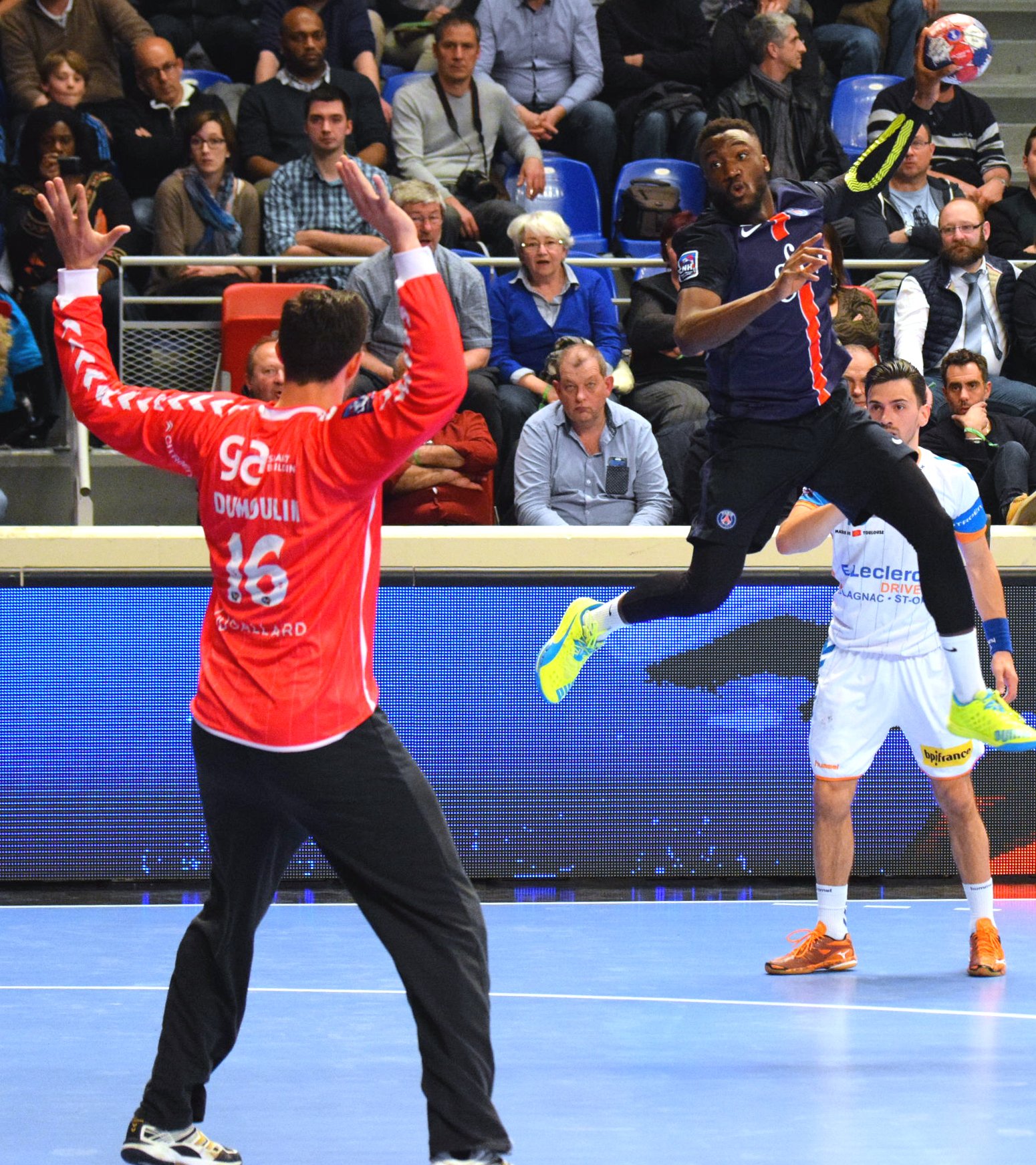
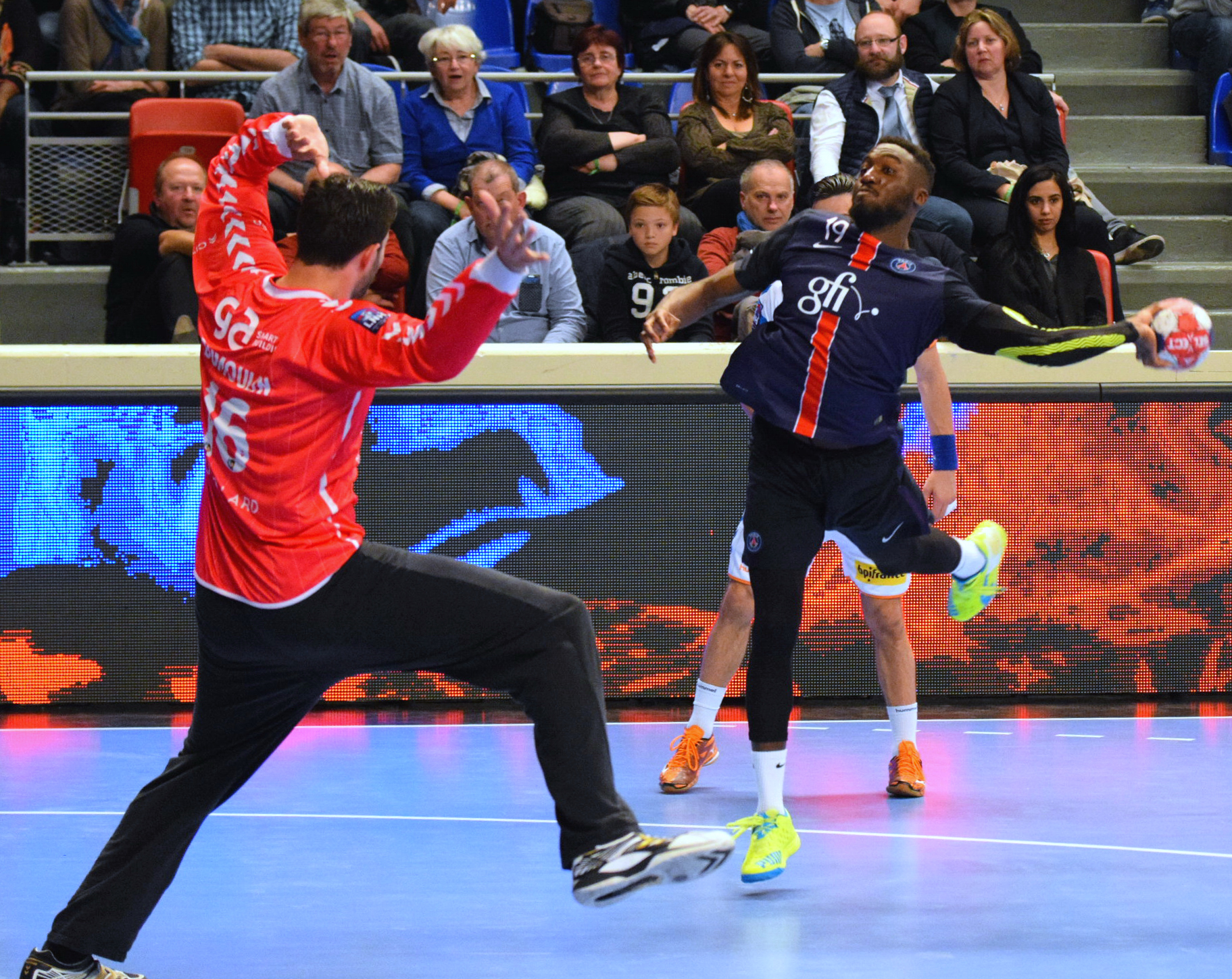
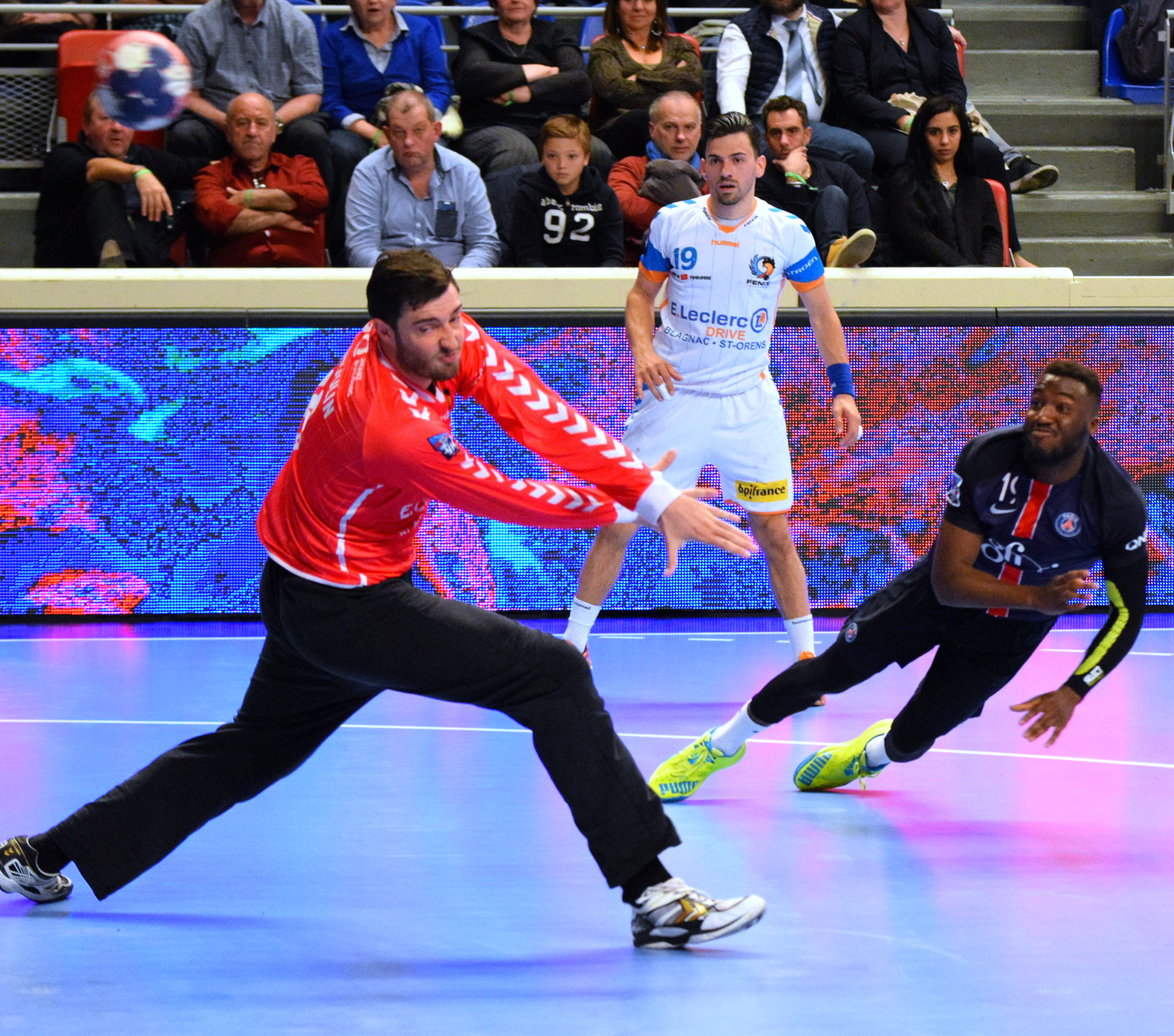

- Luc Abalo skjuter ett skott mot målvakten Cyril Dumoulin, 2016.